# Vlag van Bertrix
De vlag van Bertrix is op 14 september 2000 bij raadsbesluit vastgesteld als de vlag van de gemeente Bertrix in de Belgische provincie Luxemburg. De vlag kan als volgt worden beschreven:
Rechtsgeschuind van groen en rood, met in het midden het gemeentewapen.
De vlag werd pas op 15 juli 2003 bevestigd door de Franse Gemeenschapsregering.
Het gemeentewapen is wit met drie zwarte ezelshoeven in geel gespijkerd, dat herinnert aan een folkloristische gebeurtenis; de inwoners van Bertrix hebben de bijnaam baudets omdat een van hen een oude ezel doodde die hij voor een haas had aangezien. Er is geen verklaring voor de rode en groene kleuren van de vlag, die mogelijk afkomstig zijn van het wapen van de voormalige gemeente Cugnon.